# عبد الحميد أحمد علي حريز
عبد الحميد أحمد علي حريز برلماني يمني، عضو في مجلس النواب، عن الدورة البرلمانية 2003-2009 والكتلة البرلمانية للمستقلين عن الدائرة الانتخابية رقم (296) بمحافظة الضالع.